# Slovenské národní obrození
Slovenské národní obrození (slovensky Slovenské národné obrodenie) bylo národní obrození Slováků, stejně jako české národní obrození namířeno proti germanizaci, ale hlavně proti maďarizaci. Toto období se také stalo obdobím formování moderního slovenského národa.

## Etapy

### 1. etapa
Od přelomu 18. a 19. století až do roku 1820. Prvním impulsem byly reformy císaře Josefa II. V této době se vzdělaní Slováci snažili o kodifikaci slovenského jazyka. Tímto se zabývaly dva proudy, každý s trochu jiným názorem na směr slovenského jazyka – evangelíci a bernolákovci. Evangelický názor na spisovnou slovenštinu byl ten, že by jím měla být biblická čeština. Bernolákovci sdružení kolem katolického kněze Antona Bernoláka zastávali názor, že by touto slovenštinou mohl být jazyk vycházející ze západoslovenského nářečí. Anton Bernolák, Juraj Fándly a další založili v Trnavě v roce 1792 spolek Slovenské učené tovarišstvo, jehož cílem bylo rozšiřování kultury v nové gramatické formě slovenského jazyka. 

### 2. etapa
2. etapa trvala přibližně od 20. do 30. let 19. století. V této době došlo k opravdovému „probuzení“ Slováků. Vznikly další dva proudy. První byli zastánci poslovenštěné češtiny, kterým se do čela postavili Jan Kollár a Pavel Josef Šafařík. Druhá skupina byla uspořádaná kolem Jana Hollého a Martina Hamuljaka. V roce 1834 vznikl  v maďarském Budíně Spolok milovníkov reči a literatúry slovenskej, jehož členy byly mj. právě Ján Kollár a Martin Hamuljak. Slovenský spisovný jazyk, odlišný od Bernolákovy jazykové normy se pokusil vytvořit Ján Herkeľ.

### 3. etapa
3. etapa trvala od roku 1830 do roku 1848. V této době byli hlavními postavami obrození lidé shromáždění okolo Ľudovíta Štúra, kteří se snažili nejen o obnovu slovenštiny, ale i o zrušení roboty. Po dohodě s bernolákovci roku 1843 také vznikl konečný slovenský jazyk na základě středoslovenského nářečí. V této době se jedním z center obrození stal Liptovský Mikuláš a Martin, tehdy Turčiansky Svätý Martin, kde byla v roce 1863 založena Matica slovenská. V roce 1875 byla činnost Matice slovenské zakázána, její majetek byl zabaven a maďarizace probíhala až do vzniku ČSR.